# Хостилиан
Гай Валенс Хостилиан Месий Квинт (на латински: Gaius Valens Hostilianus Messius Quintus) (* ок. 235, в Сирмиум; † ноември 251 г. във Виминациум (Viminatium), Мизия – дн. Костолац до Пожаревац) е по-младият син на Деций Траян и съимператор с него и брат си Херений Етруск.
Обявен от баща си за цезар през първата половина на 251, Хостилиан останал в Рим заедно с майка си Херения Етрусцила, докато баща му и брат му тръгнали на поход срещу готите. След тяхната смърт войските издигнали военачалника Требониан Гал за император, който управлявал заедно с Хостилиан, вече като август от юни до ноември 251 година. По-късно същата година младият император бил покосен от чумата, но съществуват подозрения, че е бил отровен от колегата си.

## Галерия
- Детайл от саркофаг с изображение на Хостилиан или брат му Херений Етруск
- Ауреус на Хостилиан